# Bernard Lechevalier
Pour les articles homonymes, voir Lechevalier.
Bernard Lechevalier né le 9 juillet 1929 à Caen (Calvados) est un professeur de neurologie, neuropsychologue, chercheur à l'Inserm, et membre de l'Académie nationale de médecine.
Il est aussi musicien, organiste titulaire de l'église Saint-Pierre de Caen. Il s'est particulièrement intéressé aux liens entre la musique et la neurologie. Il a contribué à créer une unité Inserm consacrée à la neuropsychologie.
Il est l'auteur du livre Le cerveau de Mozart, où à travers l'exemple de Mozart il explore les mécanismes de la perception et de la mémorisation musicale, et d'une certaine forme d'intelligence musicale.
Il s'est intéressé en 2010 à Charles Baudelaire, dans son ouvrage Le cerveau mélomane de Baudelaire: musique et neuropsychologie, où il explique comment le cerveau réagit à la musique.

## Ouvrages

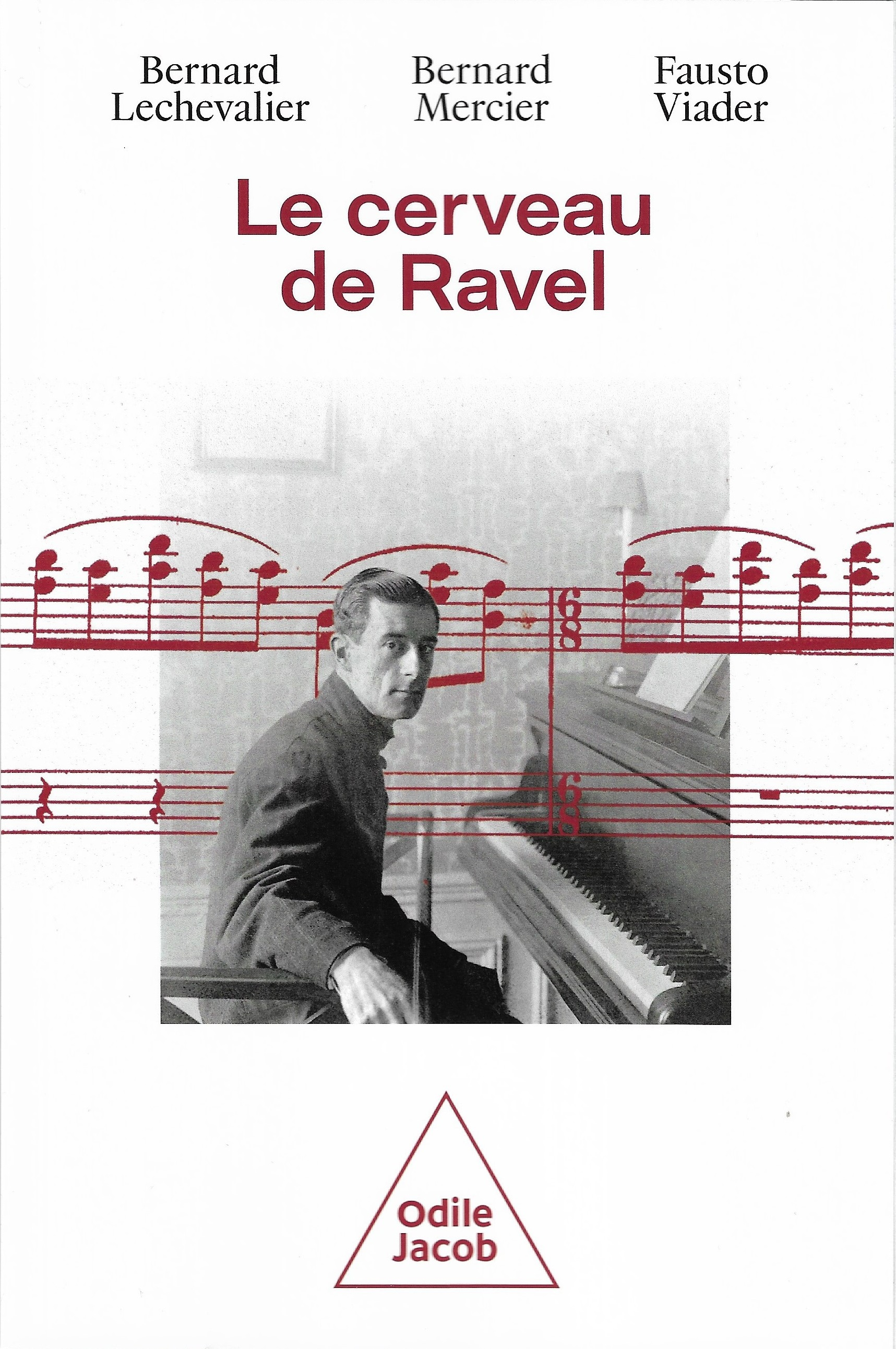
Couverture du livre Le cerveau de Ravel, Odile Jacob (2022).

- Abrégé de neurologie, Paris, Masson, 1972, 576 p. (BNF 35390775) en collaboration avec Jean Cambier, Maurice Masson et alii
- Les troubles de la perception de la musique d'origine neurologique : les 3 niveaux de la désintégration de la perception musicale considérée comme une agnosie auditive : rapport de neurologie, Congrès de psychiatrie et de neurologie de langue française, 83e session, Besançon, 24-28 juin 1985, Paris, New York Barcelone, Masson, 1985, 209 p. (ISBN 2-225-80635-7, BNF 34875831) en collaboration avec Francis Eustache et Yvette Rossa
- Le cerveau de Mozart, Paris, Odile Jacob, 2003, 338 p. (ISBN 2-7381-1298-6, BNF 39042640)
- Traité de neuropsychologie clinique : neurosciences cognitives et cliniques de l'adulte, Bruxelles, De Boeck, 2008, 1016 p. (ISBN 978-2-8041-5678-7, BNF 41403901) sous la direction de Bernard Lechevalier, Francis Eustache et Fausto Viader
- Le cerveau mélomane de Baudelaire : musique et neuropsychologie, Paris, Odile Jacob, 2010, 279 p. (ISBN 978-2-7381-2382-4, BNF 42118070)
- Le Plaisir de la musique : Une approche neuropsychologique, Paris, Odile Jacob, 2019, 229 p. (ISBN 978-2-7381-4464-5, BNF 45746865) préface d’Emmanuelle Haïm
- Le cerveau de Ravel, Paris, Odile Jacob, 2023, 340 p. (ISBN 9782415004279) en collaboration avec Bernard Mercier et Fausto Viader, préface de Manuel Cornejo